# Olympische Sommerspiele 1996/Teilnehmer (Armenien)
| Gelbes Symbol für Goldmedaillen mit stilisierten Olympischen Ringen | Graues Symbol für Silbermedaillen mit stilisierten Olympischen Ringen | Braundes Symbol für Bronzemedaillen mit stilisierten Olympischen Ringen |
| ------------------------------------------------------------------- | --------------------------------------------------------------------- | ----------------------------------------------------------------------- |
| 1                                                                   | 1                                                                     | —                                                                       |

Armenien nahm bei den Olympischen Sommerspielen 1996 in der US-amerikanischen Metropole Atlanta mit 32 Sportlern, zwei Frauen und dreißig Männern, in 36 Wettbewerben in elf Sportarten teil.
Es war die erste Teilnahme Armeniens bei Olympischen Sommerspielen.

## Flaggenträger
Der Gewichtheber Aghwan Grigorjan trug die Flagge Armeniens während der Eröffnungsfeier am 19. Juli im Centennial Olympic Stadium.

## Medaillengewinner
Mit je einer gewonnenen Gold- und Silbermedaille belegte das armenische Team Platz 45 im Medaillenspiegel.

### Gold
- Armen Nasarjan: Ringen, Fliegengewicht griechisch-römisch

### Silber
- Armen Mkrttschjan: Ringen, Leicht-Fliegengewicht Freistil

## Teilnehmer
Jüngste Teilnehmerin Armeniens war die Wasserspringerin Arusjak Gjulbudaghjan mit 17 Jahren und 197 Tagen, ältester Teilnehmer der Schütze Hratschja Petikjan mit 36 Jahren und 187 Tagen.
| Name                     | Alter | Geschlecht | Sportart       | Resultat(e) |
| ------------------------ | ----- | ---------- | -------------- | --- |
| Howhannes Awtandiljan    | 18    | männlich   | Wasserspringen | Platz 32 vom Turm |
| Howhannes Barseghjan     | 26    | männlich   | Gewichtheben   | Platz 8 im Mittelgewicht |
| Aschot Danieljan         | 22    | männlich   | Gewichtheben   | Platz 13 im Super-Schwergewicht |
| Eduard Darbinjan         | 25    | männlich   | Gewichtheben   | Platz 12 im Federgewicht |
| Robert Emmijan           | 31    | männlich   | Leichtathletik | Platz 28 in der Weitsprung-Qualifikation |
| Lewon Geghamjan          | 18    | männlich   | Ringen         | Platz 7 im Mittelgewicht griechisch-römisch |
| Arajik Geworgjan         | 23    | männlich   | Ringen         | Platz 5 im Leichtgewicht Freistil |
| Arsen Geworgjan          | 21    | männlich   | Judo           | Platz 21 im Halb-Mittelgewicht |
| Artur Geworgjan          | 21    | männlich   | Boxen          | Platz 9 im Federgewicht |
| Arsen Ghasarjan          | 21    | männlich   | Radsport       | Straßenrennen |
| Mechak Ghasarjan         | 29    | männlich   | Boxen          | Platz 9 im Leichtgewicht |
| Aghwan Grigorjan         | 27    | männlich   | Gewichtheben   | Platz 8 im Schwergewicht |
| Arusjak Gjulbudaghjan    | 17    | weiblich   | Wasserspringen | Platz 20 vom Brett |
| Hajk Jeghiasarjan        | 24    | männlich   | Gewichtheben   | Platz 12 im Leichtgewicht |
| Zolak Jeghischjan        | 25    | männlich   | Ringen         | Platz 9 im Leicht-Schwergewicht griechisch-römisch |
| Aleksan Karapetjan       | 25    | männlich   | Gewichtheben   | Platz 13 im Halb-Schwergewicht |
| Chatschatur Kjapanakzjan | 28    | männlich   | Gewichtheben   | Mittelgewicht |
| Aghassi Manukjan         | 29    | männlich   | Ringen         | Platz 13 im Bantamgewicht griechisch-römisch |
| Anusch Manukjan          | 26    | weiblich   | Schwimmen      | Platz 45 über 100 Meter Brust |
| Mchitar Manukjan         | 23    | männlich   | Ringen         | Platz 7 im Federgewicht griechisch-römisch |
| Samwel Manukjan          | 21    | männlich   | Ringen         | Platz 10 im Leichtgewicht griechisch-römisch |
| Armen Martirosjan        | 26    | männlich   | Leichtathletik | Platz 5 im Dreisprung |
| Israjel Militosjan       | 27    | männlich   | Gewichtheben   | Platz 6 im Leichtgewicht |
| Armen Mkrttschjan        | 22    | männlich   | Ringen         | Silber im Leicht-Fliegengewicht Freistil |
| Nschan Muntschjan        | 33    | männlich   | Boxen          | Platz 9 im Leicht-Fliegengewicht |
| Armen Nasarjan           | 22    | männlich   | Ringen         | Gold im Fliegengewicht griechisch-römisch |
| Lernik Papjan            | 29    | männlich   | Boxen          | Platz 9 im Fliegengewicht |
| Hratschja Petikjan       | 36    | männlich   | Schießen       | Platz 13 im Kleinkaliber-Dreistellungskampf |
| Norajr Sargsjan          | 21    | männlich   | Turnen         | Platz 50 in der Mehrkampf-Qualifikation; Platz 49 in der Boden-Qualifikation; Platz 34 in der Pferdsprung-Qualifikation; Platz 86 in der Barren-Qualifikation; Platz 61 in der Reck-Qualifikation; Platz 71 in der Ringe-Qualifikation; Platz 76 in der Seitpferd-Qualifikation |
| Sargis Sargsian          | 23    | männlich   | Tennis         | Platz 17 im Einzel |
| Sergo Tschachojan        | 26    | männlich   | Gewichtheben   | Platz 6 im Leicht-Schwergewicht |
| Ara Wardanjan            | 21    | männlich   | Gewichtheben   | Platz 7 im Schwergewicht |